# Matheus Cadorini
Matheus Alfredo Cadorini da Silva (Taubaté, 1 de septiembre de 2002), más conocido como Matheus Cadorini, es un futbolista brasileño con nacionalidad italiana que juega como delantero en el Real Murcia C. F. de la Primera División RFEF.

## Trayectoria
Nacido en Taubaté, es un jugador formado en las categorías inferiores del Grêmio Osasco Audax, con el que llegó a debutar en el primer equipo en la Copa Paulista en septiembre de 2018. 
El 10 de octubre de 2020, Cadorini firmó en calidad de cedido por el Sport Club Internacional hasta diciembre de 2021, siendo inicialmente asignado al filial sub-20, pero disputaría 9 partidos con el primer equipo de Porto Alegre.
En enero de 2022, fue adquirido en propiedad por el Sport Club Internacional.
El 12 de agosto de 2022, Cadorini fue cedido al Coritiba Foot Ball Club del Campeonato Brasileño de Serie B.
El 7 de julio de 2023, firma en calidad de cedido por el Ituano Futebol Clube del Campeonato Brasileño de Serie B.
El 12 de agosto de 2024, firma por el Real Murcia C. F. de la Primera División RFEF.

## Clubes
| Club                              | País   | Periodo         | Partidos (goles) |
| --------------------------------- | ------ | --------------- | ---------------- |
| Grêmio Osasco Audax               | Brasil | 2018-2021       | 7 (0)            |
| Sport Club Internacional (cedido) | Brasil | 2021            | 9 (2)            |
| Sport Club Internacional          | Brasil | 2022-2024       | 10 (0)           |
| Coritiba Foot Ball Club (cedido)  | Brasil | 2022-2023       | 11 (2)           |
| Ituano Futebol Clube (cedido)     | Brasil | 2023-2024       | 16 (4)           |
| Real Murcia CF                    | España | 2024-actualidad | 12 (3)           |